# Sarotlahütte
Die Sarotlahütte ist eine Schutzhütte der Sektion Vorarlberg des Österreichischen Alpenvereins im Rätikon in Vorarlberg in Österreich. Sie liegt auf 1611 m ü. A. auf einem Absatz des Sarotlatals, eines orografisch rechten Seitentals des Brandner Tals, nördlich der Zimba (2643 m).

## Geschichte
Die Hütte wurde 1902 von der Sektion Vorarlberg des Deutschen und Österreichischen Alpenverein durch Um- und Überbauen einer Alphütte errichtet und bot zunächst 14 Schlafplätze. Im Winter 1929/30 entstand großer Schaden an ihr. Die Instandsetzung verband man mit einer erheblichen Vergrößerung. Nachdem die Straße von Bürs nach Brand bis 1930 ausgebaut wurde, was die Einrichtung einer Omnibuslinie dorthin erlaubte, stieg die Frequentierung der Hütte an. Nach dem Ende des Zweiten Weltkriegs 1945 wurde das Eigentum des Deutschen Alpenvereins beschlagnahmt und die Sektion Vorarlberg aufgelöst. Unter anderem durch das Verhandlungsgeschick des legendären „Zimbapfarrers“ Gebhard Wendelin Gunz gelang es, bereits vor Ablauf des Jahres 1945 wieder eine Betriebsgenehmigung für das Haus zu bekommen, bevor die neugegründete Sektion Vorarlberg alle ihre Hütten von der französischen Besatzungsmacht zurückerhielt. Im schneereichen Winter 1998/99 wurde sie durch eine Lawine vom Fundament geschoben und so stark beschädigt, dass sie neu erbaut werden musste und ab 2001 wieder genutzt werden konnte. Ein Teil der alten Hütte (im Bild hinter den aufgespannten Sonnenschirmen) blieb erhalten und wird als Alphütte genutzt. In ihr befindet sich auch die außerhalb der Bewirtschaftungszeit offene Notunterkunft.
Die neue Hütte verfügt über eine Stromversorgung mittels eines eigenen kleinen Wasserkraftwerks und einer Photovoltaikanlage und ist mit dem Umweltgütesiegel für Alpenvereinshütten ausgezeichnet. Warmwasser wird mit einer Wärmepumpe und mit Biomasse aufbereitet. Das Gebäude ist südseitig nahezu bündig in den Hang hineingebaut und mit einer Anböschung versehen, so dass Lawinen über das Dach abgleiten können.
Auch angesichts der Kapazität der Gaststube von 75 Sitzplätzen zuzüglich Terrasse ist die Versorgung der Hütte eine Herausforderung: Mangels Zufahrt oder Materialseilbahn erfolgt der Transport von Frischwaren ab dem in etwa 1000 m Höhe gelegenen Ende einer Forststraße zu Fuß; eine Grundeindeckung wird jeweils zu Saisonbeginn per Hubschrauber angeliefert.
Am 9. Jänner 2021 wurde von Schitourengehern ein Einbruch im Nebengebäude der Hütte entdeckt. Erst nach Hinweis eines Jägers wurde auch im Haupthaus nachgesehen, wo man die gefrorene Leiche eines 36-Jährigen, in Brand tätigen, britischen Schilehrers fand. Dieser quartierte sich mit reichlich Wäsche und Lebensmitteln ein und heizte den Ofen an, ohne zu wissen, dass der aus dem Dach herausragende Teil des Kamins beim Winterfestmachen des Hauses wegen der Lawinengefahr demontiert und die Öffnung verschlossen wurde. Er starb an einer Kohlenstoffmonoxidvergiftung.
Nach 33 Saisonen des bisherigen Rauriser Pächterpaares sind ab 2022 neue Pächter tätig.

## Zustiege und Übergänge
Von Brand-Galaverda oder von Bürserberg-Tschapina aus ist die Hütte über das Sarotlatal in ca. 2½ Stunden zu erreichen, der Weg von Bürs nimmt 3½ Stunden in Anspruch.
Die Heinrich-Hueter-Hütte im Süden ist mit steilem Auf- und Abstieg über das Zimbajoch in einer Gehzeit von etwa 3½ Stunden erreichbar, für den Weg zur Douglasshütte über Brand-Schattenlagant werden etwa sechs Stunden (bei Benutzung der Lünerseebahn eine gute Stunde weniger) veranschlagt. Im Brandner Tal verkehren Linienbusse, in der Sommersaison bis zur Talstation der Bahn. Man kann den Lünersee mit der Douglasshütte auch über die Heinrich-Hueter-Hütte und nachfolgend über den Saulajochsteig oder die Lünerkrinne erreichen. Nach Lorüns sind 6¼ h angegeben.

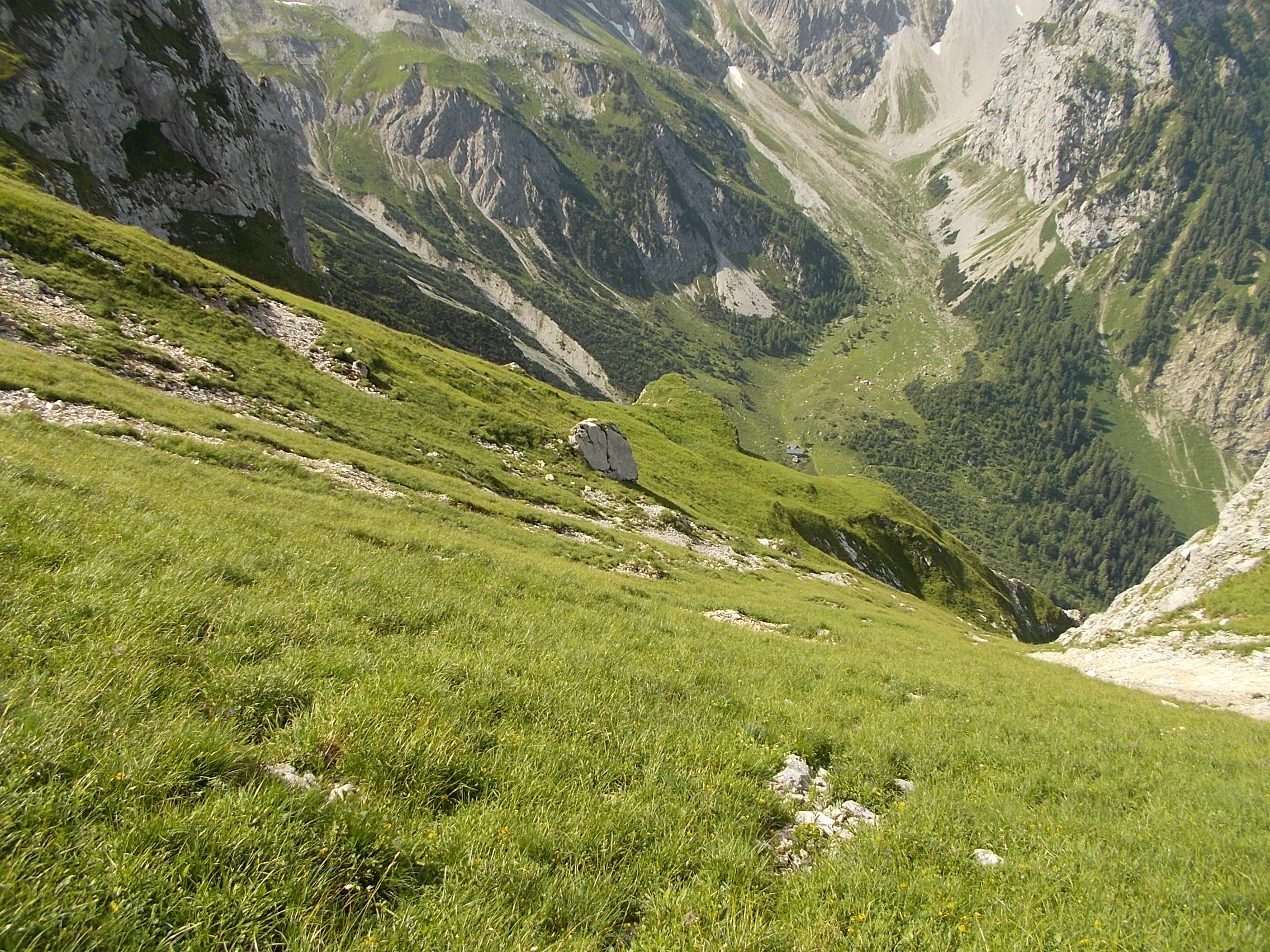
Sarotlatal und -hütte. Die steilen, großflächigen Wiesen bilden ein erhebliches Potential für gefährliche Lawinen.

Das schroffe Gelände im Sarotlatal gilt als lawinengefährdet. Die großen, steilen, vom Talgrund aus teilweise gar nicht einsehbaren Grasflächen an den Hängen bilden ein erhebliches Potential für Lawinen.

## Tourenmöglichkeiten
Der einfachste Gipfel im Bereich der Sarotlahütte ist der Große Valkastiel (2449 m ü. A.). Weitere Gipfelziele sind:
- Zimba, 2643 m ü. A., Gehzeit: 02:45
- Gottvaterspitze, 2438 m ü. A., Gehzeit: 02:00
- Zwölfer, 2297 m, Zwölferkopf, 2271 m ü. A., Gehzeit: 02:30